# Cendrillon (chanson)
Pour les articles homonymes, voir Cendrillon (homonymie).
 (mai 2011).
Singles de Téléphone
Ça (c'est vraiment toi)
(1982) Jour contre jour / Dure limite
(1982)
Pistes de Dure Limite
Le Temps Juste un autre genre
Cendrillon est une chanson du groupe Téléphone, sortie en 1982 en single et sur l'album Dure Limite. Elle est composée et chantée par Louis Bertignac.

## Histoire
La chanson raconte l'histoire d'une jeune femme à trois périodes de sa vie :
- 20 ans : la jeune femme est rêveuse et romantique; elle tombe amoureuse d'un homme, et imagine naïvement que cela durera toute la vie.
- 30 ans : la jeune femme, devenue mère de famille a vieilli et est triste ; son mari l'a quittée pour une autre, ses enfants lui ont été enlevés. Elle se retrouve seule et abandonnée, ne pouvant plus fermer les yeux (premier couplet) pour « oublier le temps » qui passe.
- 40 ans : après dix ans d'une longue décadence, elle est devenue une droguée, une prostituée et « choisit » de mourir d'une overdose dans l'ambulance qui tente de la sauver.

La chanson montre la distorsion entre les utopies des adolescents ou des jeunes adultes et la réalité vécue et que la vie n’est pas un conte de fées. Les méfaits de l’alcool, des drogues, des illusions et du temps y sont représentés.
La chanson critique la société de consommation. Elle démontre également que l'être humain est un être social qui ne supporte pas la solitude, et supporte encore moins de vieillir, surtout dans une société où il faut obligatoirement être jeune et attirant pour avoir du succès dans sa vie. Cendrillon préfère donc mourir plutôt que de voir son reflet dans un miroir de 20 ans son cadet.
Alors que le conte Cendrillon de Charles Perrault et des frères Grimm se finissait bien, cette version, revue par Téléphone, symbolise le réel se termine mal et est suivie par une apostrophe adressée à Dieu en guise de réflexion finale : « Notre père qui êtes si vieux, as-tu vraiment fait de ton mieux ? Car sur la Terre et dans les Cieux, tes anges n'aiment pas devenir vieux ». On peut considérer cette approche comme symboliste si l'on prête des sentiments à l'aurore devenue crépuscule.
Chanson la plus écoutée de Téléphone sur les plateformes d'écoutes Spotify ou Deezer, elle arrive troisième sur le site de scrobbling Last FM.

## Structure musicale
Au moment de la composition durant l'enregistrement de l'album Dure Limite, la chanson était composée et jouée avec une tonalité plus aiguë et un tempo plus rapide autour des quatre accords principaux. Le producteur Bob Erzin demande au guitariste de la jouer plus lentement et une tonalité plus basse pour que ça corresponde à sa voix. Il lui demande également d'ajouter une introduction. Puis, le producteur demande au guitariste de créer une transition entre le couplet et le refrain.
Trente minutes plus tard, le guitariste revient avec quatre nouveaux accords avec les vers « Elle oublie le temps / Dans ce palais d'argent ». Le producteur lui demande à nouveau de chercher la suite de la transition qui sera « Pour ne pas voir qu'un nouveau jour se lève / Elle ferme les yeux et dans ses rêves ». Le groupe la joue telle quelle. Mais le guitariste change à nouveau sa façon de jouer le refrain pour « cacher » la grosse caisse de Kolinka.
Le morceau est composé de trois couplets-refrains (dont le premier couplet sans batterie), inspiré pour le thème principal du morceau Knockin' on Heaven's Door de Bob Dylan (si on compare la version live à MTV Unplugged à la version de travail paru sur le 8e disque de l'intégrale Au cœur du Téléphone paru en 2015) pour ensuite arriver sur le solo de guitare de Bertignac sur 9 mesures pour finir sur le dernier couplet, calme et sans batterie, concluant ce conte de fées revu par une morale.

## Inspiration
Louis Bertignac explique avoir été inspiré par l'actrice Romy Schneider, sur laquelle il avait jadis une véritable fixation : « au départ, j'écrivais sur mon carnet, toutes sortes de choses. J'avais envie d'une histoire avec des héros un peu déchus. Il y avait Mickey, Goldorak… Et ils finissaient mal. Et il y avait entre autres Cendrillon. Et finalement, au fil des mois, j'ai fini par retirer tous les autres pour ne garder que Cendrillon. Romy Schneider, pour sa part, venait de mourir. Or c'était une princesse, la princesse Sissi. Donc c'était un peu la fin de cette Cendrillon… »

## Clip
Il n'y a pas de clip officiel. Lio joue le rôle de Cendrillon dans une version filmée pour Noël de l'émission Les Enfants du rock du 23 décembre 1982 sur Antenne 2.

## Classements
| Classement (1982) | Meilleure position |
| ----------------- | ------------------ |
| France (IFOP)     | 13                 |

## Reprises
- Le groupe Les Bidochons, rebaptisés Les Bidophones, ont parodié cette chanson renommée Cendrier en 1997 sur l'album Cache ton machin.
- Les Enfoirés ont repris la chanson en 2004 sur l'album Les Enfoirés dans l'espace.
- Joyce Jonathan chante une reprise en 2011 dans le cadre de l'album hommage Ça, c'est vraiment nous.